# Hero (머라이어 캐리의 노래)
〈Hero〉는 머라이어 캐리의 노래이다. 세 번째 정규 앨범 《Music Box》의 두 번째 싱글이다. 빌보드 핫 100 1위(연간 5위)를 한 곡이며, 미국 음반 산업 협회(RIAA) 인증 플래티넘 등급을 받은 곡이다.